# Sonatorrek
Die Sonatorrek („Söhne-Verlust“) ist ein Klagelied, das der isländische Skalden Egill Skallagrímsson um 960 aus Trauer um den Verlust seiner Söhne verfasst hat. Das Lied ist in den Prosatext des Kapitels 81 der Egils saga Skallagrímssonar eingeschoben. Das Klagelied umfasst 25 Strophen im Versmaß des Kviðuháttr.